# Wer klopfet an?
Wer klopfet an? ist ein Adventslied aus dem alpenländischen Raum.

## Überlieferung
Ein Textfragment findet sich erstmals um 1740 in einem Quodlibet in der Ostracher Liederhandschrift. Melodie und Text sind ab dem 19. Jahrhundert aus Oberbayern und Österreich überliefert. In der Sammlung von Wilhelm Pailler wird das Lied in dem Krippenspiel Der Hauswirth aus dem Salzkammergut zitiert. 1861 wurde eine Fassung in slowenischer Sprache unter der Autorenangabe „J. Šehel“ veröffentlicht. Eine Fassung mit sieben Strophen zeichneten August Hartmann und Hyacinth Abele um 1875 in Kiefersfelden, in Sachrang, in Tirol und im Land Salzburg auf. Eine Fassung mit sechs Strophen wurde 1912 in St. Leonhard bei Aussee aufgezeichnet.

## Inhalt und Brauchtum
Das Lied handelt von der Herbergssuche von Maria und Josef. Die Strophen bilden Zwiegespräche zwischen je einem Wirt (Bass) und dem heiligen Paar. Das Lied gehört in den Umkreis der Klöpfelnächte, einem Heischebrauch an den letzten drei Donnerstagen vor Weihnachten, in denen es von der Dorfjugend beim Anklopfen an die Häuser gesungen wurde.
Auch in Krippenspielen wurde das Lied verwendet, wie Sammlung von Wilhelm Pailler beweist.
Beim Brauchtum der Wandermuttergottes wird das Lied oft zur Übergabe des Marienbilds gesungen.

## Liedtext und Melodie
1. Strophe (beim 1. Wirt):

»Wer klopfet an?« »O zwei gar arme Leut!«

»Was wollt ihr denn?« »O gebt uns Herberg heut!

O durch Gottes Lieb wir bitten,

öffnet uns doch eure Hütten!«

»O nein, nein, nein!« »O lasset uns doch ein!«

»Es kann nicht sein.« »Wir wollen dankbar sein.«

»Nein, nein, nein, es kann nicht sein.

Da geht nur fort, ihr kommt nicht rein.«

2. Strophe (beim 2. Wirt):

»Wer vor der Tür?« »Ein Weib mit ihrem Mann.«

»Was wollt denn ihr?« »Hört unser Bitten an!

Lasset heut bei euch uns wohnen.

Gott wird euch schon alles lohnen!«

»Was zahlt ihr mir?« »Kein Geld besitzen wir!«

»Dann geht von hier!« »O öffnet uns die Tür!«

»Ei, macht mir kein Ungestüm,

da packt euch, geht wo anders hin!«

3. Strophe (beim 3. Wirt):

»Was weinet ihr?« »Vor Kält erstarren wir.«

»Wer kann dafür?« »O gebt uns doch Quartier!

Überall sind wir verstoßen,

jedes Tor ist uns verschlossen!«

»So bleibt halt drauß!« »O öffnet uns das Haus!«

»Da wird nichts draus.« »Zeigt uns ein andres Haus.«

»Dort geht hin zur nächsten Tür!

Ich hab nicht Platz, geht nur von hier!«

4. Strophe (beim 4. Wirt):

»Da geht nur fort!« »O Freund, wohin, wo aus?«

»Ein Viehstall dort!« »O Josef, nur hinaus!

Ach mein Kind, nach Gottes Willen

musst du schon die Armut fühlen!«

»Jetzt packt euch fort!« »O dieses harte Wort!«

»Zum Viehstall dort!« »O wohl ein schlechter Ort!«

»Ei, der Ort ist gut für euch;

ihr braucht nicht viel, da geht nur gleich!«

## Rezeption
In der Zeit nach dem Zweiten Weltkrieg führte die Selbstidentifizierung Heimatvertriebener mit Maria und Josef zu einem Wiederaufleben der Bräuche um die Herbergssuche und einer gesteigerten Popularität des Liedes. Auch im Zusammenhang mit der Flüchtlingskrise der 2010er Jahre wurde das Lied mehrfach zitiert, um das Schicksal der gegenwärtigen Flüchtlinge plastisch zu machen.
Das Lied wurde auf die Weihnachtsalben von Nena, Frank Zander und des NGL-Liedermachers Ludger Edelkötter aufgenommen.